# Ielizaveta Brízhina
Ielizaveta Víktorivna Brízhina (ucraïnès: Єлизавета Вікторівна Бризгіна; nascut el 28 de novembre de 1989 a Luhansk) és una atleta d'esprint d'Ucraïna, que s'especialitza en els 100 metres.
Els seus millors temps personals són 11,44 segons en els 100 m (a l'aire lliure), aconseguit al juny de 2007 a Kíev; i 22,44 segons en els 200 metres, aconseguits al juliol de 2010 a Barcelona.